# Gesta Francorum
Gesta Francorum, De Gesta Francorum et aliorum Hierosolimitanorum (łac. Czyny Franków i innych pielgrzymów jerozolimskich) – łacińska kronika I wyprawy krzyżowej spisana w latach ok. 1100-1101 przez nieznanego z imienia autora z kręgu Boemunda I. Wydana drukiem po raz pierwszy w Hanowerze w 1612 r.

## Przekład polski
- Anonima dzieje pierwszej krucjaty albo Czyny Franków i pielgrzymów jerozolimskich, przeł. z łac., wstępem i objaśnieniami opatrzył Karol Estreicher, Kraków: Państwowe Wydawnictwo Naukowe 1984, stron 128. Recenzja: Wojciech Fałkowski, "Przegląd Historyczny" 76 (1985), z. 2, s. 355-360